# トンマーゾ・アウジェッロ
トンマーゾ・アウジェッロ（Tommaso Augello，1994年8月30日 - ）は、イタリア・ミラノ出身のサッカー選手。セリエA・カリアリ・カルチョ所属。ポジションはディフェンダー。

## 経歴
1994年にイタリアのミラノで生まれたアウジェッロは、ASジャナ・エルミニオに在籍していた2014年9月5日にACルメッツァン戦でセリエCデビューを果たした。
エルミニオに所属していた3シーズンの間に119試合に出場して1ゴール10アシストを記録。2017年、セリエBのスペツィア・カルチョに移籍した。スペツィアで49試合に出場し2部リーグでの有望株として注目された。
2019年7月9日、UCサンプドリアに買取オプション付きでレンタル移籍した。11月4日のS.P.A.L.戦でセリエAデビューを果たした。
2020年10月17日、ホームでのSSラツィオ戦で移籍後初ゴールと1アシストを記録し、3-0の勝利に貢献した。
サンプドリアで通算134試合4ゴール13アシストを記録したもののチームは最下位で2部リーグに降格し、アウジェッロ個人はサンプドリアと入れ替わる形でセリエAに昇格したカリアリ・カルチョに2年契約で移籍した。